# Barbate
Barbate er en by og kommune i det sydlige Spanien i provinsen Cádiz. Den har et indbyggertal på 22.709 (2024) indbyggere.